# Esqui cross-country nos Jogos Olímpicos de Inverno de 1988
O esqui cross-country nos Jogos Olímpicos de Inverno de 1988 consistiu de oito eventos, sendo quatro masculinos e quatro femininos. As provas foram disputadas no Centro Nórdico Canmore em Canmore, a oeste de Calgary, no Canadá.

## Medalhistas
Masculino
| Evento                      | Ouro                                                             | Prata                                                                                       | Bronze                                                                 |
| --------------------------- | ---------------------------------------------------------------- | ------------------------------------------------------------------------------------------- | ---------------------------------------------------------------------- |
| 15 km clássico detalhes     | Mikhail Devyatyarov URS União Soviética                          | Pål Gunnar Mikkelsplass NOR Noruega                                                         | Vladimir Smirnov URS União Soviética                                   |
| 30 km clássico detalhes     | Alexey Prokurorov URS União Soviética                            | Vladimir Smirnov URS União Soviética                                                        | Vegard Ulvang NOR Noruega                                              |
| 50 km livre detalhes        | Gunde Svan SWE Suécia                                            | Maurilio De Zolt ITA Itália                                                                 | Andy Grünenfelder SUI Suíça                                            |
| Revezamento 4x10km detalhes | Jan Ottosson Thomas Wassberg Gunde Svan Torgny Mogren SWE Suécia | Vladimir Smirnov Vladimir Sakhnov Mikhail Devyatyarov Alexey Prokurorov URS União Soviética | Radim Nyč Václav Korunka Pavel Benc Ladislav Švanda TCH Checoslováquia |

Feminino
| Evento                     | Ouro                                                                                   | Prata                                                              | Bronze                                                                                |
| -------------------------- | -------------------------------------------------------------------------------------- | ------------------------------------------------------------------ | ------------------------------------------------------------------------------------- |
| 5 km clássico detalhes     | Marjo Matikainen FIN Finlândia                                                         | Tamara Tikhonova URS União Soviética                               | Vida Vencienė URS União Soviética                                                     |
| 10 km clássico detalhes    | Vida Vencienė URS União Soviética                                                      | Raisa Smetanina URS União Soviética                                | Marjo Matikainen FIN Finlândia                                                        |
| 20 km livre detalhes       | Tamara Tikhonova URS União Soviética                                                   | Anfisa Reztsova URS União Soviética                                | Raisa Smetanina URS União Soviética                                                   |
| Revezamento 4x5km detalhes | Anfisa Reztsova Svetlana Nageykina Nina Gavrilyuk Tamara Tikhonova URS União Soviética | Trude Dybendahl Marit Wold Anne Jahren Marianne Dahlmo NOR Noruega | Pirkko Määttä Marja-Liisa Kirvesniemi Marjo Matikainen Jaana Savolainen FIN Finlândia |

## Quadro de medalhas
| Ordem | País                | Medalha de ouro | Medalha de prata | Medalha de bronze |    |
| ----- | ------------------- | --------------- | ---------------- | ----------------- | -- |
| 1     | URS União Soviética | 5               | 5                | 3                 | 13 |
| 2     | SWE Suécia          | 2               |                  |                   | 2  |
| 3     | FIN Finlândia       | 1               |                  | 2                 | 3  |
| 4     | NOR Noruega         |                 | 2                | 1                 | 3  |
| 5     | ITA Itália          |                 | 1                |                   | 1  |
| 6     | TCH Checoslováquia  |                 |                  | 1                 | 1  |
| 6     | SUI Suíça           |                 |                  | 1                 | 1  |
| TOTAL | TOTAL               | 8               | 8                | 8                 | 24 |